# Steven Klein
Steven Klein (n. Rhode Island, Estados Unidos, 1965) es un fotógrafo estadounidense. Luego de estudiar pintura en la Escuela de Diseño de Rhode Island, se mudó al campo de la fotografía.
Klein ha trabajado en grandes campañas publicitarias para diversos clientes, incluyendo a Calvin Klein, Dolce & Gabbana, Alexander McQueen y Nike. También colabora permanentemente con revistas como Vogue, i-D, Numéro, W y Arena.
Su obra ha sido presentada en numerosas exhibiciones, más recientemente en la Galería Gagosian de California y en la Galería Brancolini Grimaldi de Florencia, Italia. Klein es reconocido por sus editoriales de Lady Gaga, Madonna, Tom Ford y Brad Pitt publicadas en la revista de modas W. A menudo trabaja con el director de iluminación David Devlin. 
Klein es representado por Todd Shemarya Artists como fotógrafo y por Anonymous Content como director de anuncios televisivos.
También Klein trabajó en el departamento de artes de Phantasmagoria: The Visions of Lewis Carroll, la primera película dirigida por el músico internacional Marilyn Manson.

## Filmografía
| Año  | Trabajo                        | Intérprete   | Notas |
| ---- | ------------------------------ | ------------ | --- |
| 2004 | «The Beast Within»             | Madonna      | Backdrop utilizado como video introductorio en la gira Re-Invention Tour. |
| 2004 | «Vogue (Re-invention Version)» | Madonna      | Backdrop utilizado como video de fondo en la interpretación de «Vogue» en el Re-invention Tour. |
| 2006 | «Future Lovers/I Feel Love»    | Madonna      | Utilizado en el Confessions Tour como video introductorio y backdrop de fondo para la interpretación de «Future Lovers/I Feel Love», con una duración de más de ocho minutos. De este proyecto se extrajo tanto dicha proyección para la gira como la sesión fotográfica «Madonna Rides Again» para la revista W con fines promocionales para el Confessions Tour. |
| 2008 | «Get Stupid»                   | Madonna      | Primer video musical dirigido por Klein junto a Nathan Rismman. |
| 2010 | «Alejandro»                    | Lady Gaga    | Primer video musical que dirigido solo por Klein. |
| 2010 | Dolce & Gabbana                | Madonna      | Comercial de televisión. |
| 2012 | Lady Gaga Fame                 | Lady Gaga    | Primera campaña publicitaria en la que participa, para el perfume Fame de Lady Gaga. El video tiene como canción de fondo a «Scheiße» y la estética es similar a la del videoclip de «Alejandro». |
| 2013 | Secretprojectrevolution        | Madonna      | Video artístico coproducido por Madonna. |
| 2013 | «Venus»                        | Lady Gaga    | |
| 2014 | «Opulence»                     | Brooke Candy | Primer video musical para su sencillo debut Opulence. |